# Los insaciables
Los insaciables (The Carpetbaggers) es una película estadounidense de 1964, del género de drama, dirigida por Edward Dmytryk y con actuación de George Peppard, Alan Ladd, Carroll Baker, Bob Cummings y Martha Hyer en los papeles principales. Está basada en la novela homónima, obra de Harold Robbins. 
Así como en la novela, los personajes están levemente basados en personajes reales como Howard Hughes y Jean Harlow.
Fue la última película de Alan Ladd, que murió unos meses antes del estreno.
- Datos: Q1755067
- Multimedia: The Carpetbaggers (film) / Q1755067